# Go Bowling 235
L'O'Reilly Auto Parts 253 (précédemment Go Bowling 235) est une course automobile annuelle organisée par la NASCAR comptant pour le championnat des NASCAR Cup Series.
Elle se déroule sur le circuit routier intérieur du Daytona International Speedway de Daytona Beach en Floride.
L'édition de 2020 devait être la seule car créée pour pallier les diverses annulations de courses causées par la pandémie de Covid-19. Les conditions sanitaires n'ayant pas évolué favorablement, la NASCAR a décidé qu'une seconde édition aurait lieu en 2021.
Chase Elliott est le vainqueur sortant.
Une course de NASCAR Camping World Truck Series et de NASCAR Xfinity Series, respectivement dénommées « BrakeBest Select 159 » et « Super Start Batteries 188 », sont également organisées sur le même circuit lors du même week-end.

## Caractéristiques
| - Course 2020 : - Longueur : 234,65 milles (377,633 km) - Nombre de tours : 65 - Segment 1 : 15 tours - Segment 2 : 15 tours - Segment 3 : 35 tours | - Course 2021 : - Longueur : 252,700 milles (406,681 km) - Nombre de tours : 70 - Segment 1 : 16 tours - Segment 2 : 18 tours - Segment 3 : 36 tours |

- Piste :
  - Type : circuit routier
  - Revêtement : asphalte
  - Longueur circuit : 3,61 milles (5,81 km)
  - Nombre de virages : 14
  - Inclinaison (Banking) :
    - Virages de l'ovale : 31°
    - Tri-ovale : 18°
    - Ligne droite arrière : 2°
    - Parties intérieures circuit routier : 0°

## Histoire

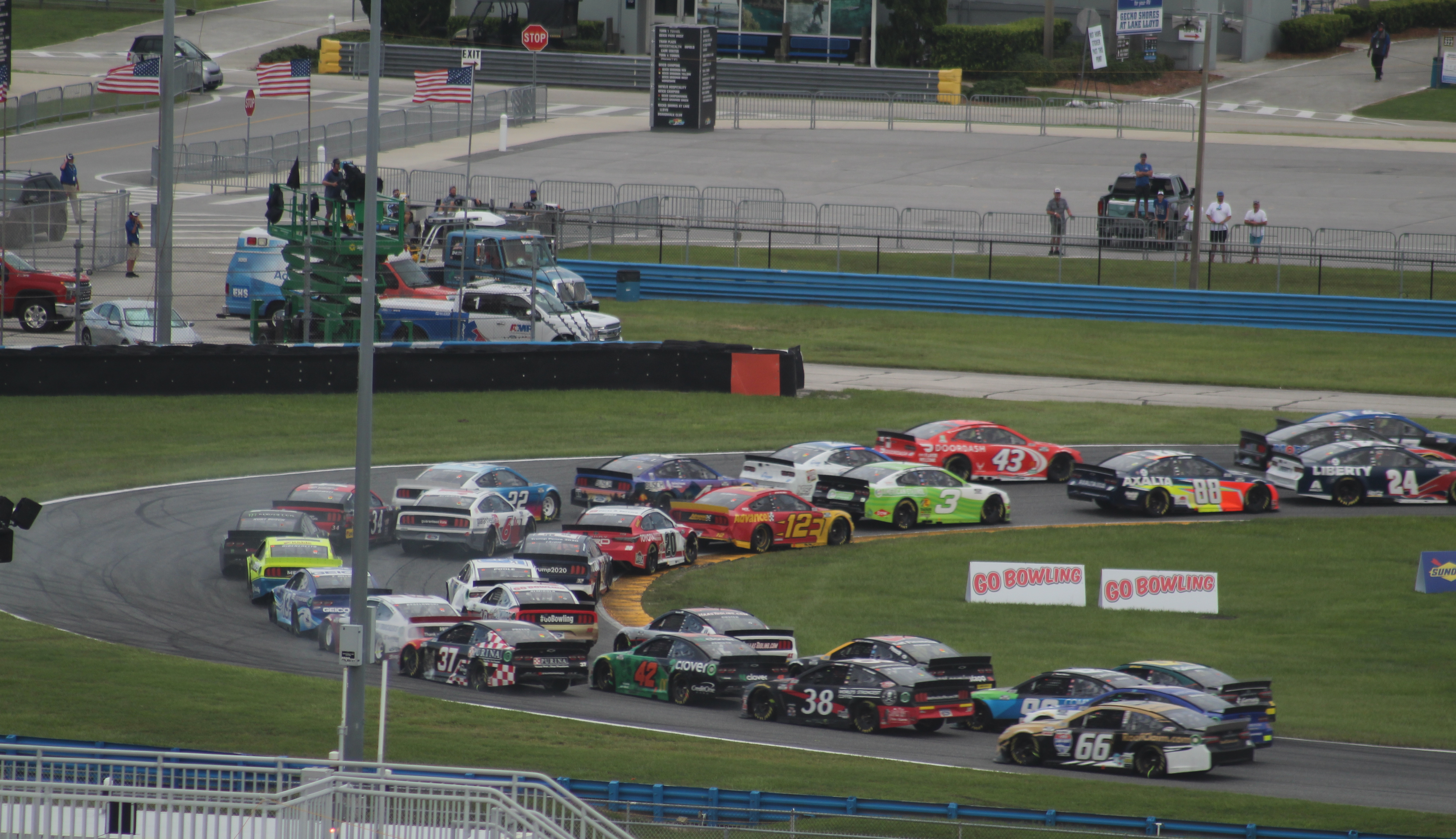
Rassemblement de voiture au virage « International Horseshoe » en 2020 avant un redémarrage de la course (restart).

La course routière de Daytona qui utilise une partie de la piste de l'ovale (2,5 milles (4,02 km)), est habituellement utilisé lors de la course automobile des 24 Heures de Daytona et lors de la course motocycliste du Daytona 200 (en). En mars 2020, la NASCAR annonce que la course d'exhibition du Busch Clash 2021 utiliserait le circuit routier à la place de l'unique ovale.
La pandémie de Covid-19 a fortement perturbé le calendrier 2020 de la NASCAR entrainant des reports et des annulations de courses. En juillet 2020, la course Go Bowling at The Glen prévue au mois d'août sur le circuit routier Watkins Glen International a été annulée en raison des mesures de quarantaine imposées par l'État de New York pour les visiteurs extérieurs. Face à ce problème, la NASCAR a choisi de déplacer cette course vers le parcours routier de Daytona deux semaines avant que le speedway n'accueille le Coke Zero Sugar 400, le sponsor de la course de Watkins Glen, GoBowling.com, acceptant de transférer son partenariat vers la nouvelle course du Daytona. La NASCAR a néanmoins ajouté au circuit routier une nouvelle chicane à la sortie du virage 4 de l'ovale pour permettre aux voitures de ralentir avant d'entrer dans le premier virage nécessitant un important freinage.
Chase Elliott a remporté l'épreuve initiale en 2020 en présence d'une assistance réduite en tribune principale à 10 % de sa capacité en respect de la distanciation physique imposée par la pandémie. En milieu de course, celle-ci a été brièvement arrêtée à la suite d'un orage (foudre).
Bien que destinée à être une course unique, l'événement est à nouveau organisé en 2021 et devient la 2e course du championnat après l'annulation à la suite de la pandémie de l'Auto Club 400 prévu sur l'Auto Club Speedway.
L'ajout de cette course porte à sept le nombre de courses de Cup Series qui seront disputées sur circuit routier en 2021, ce qui constitue le record de l'histoire de cette discipline.
L'édition 2021 est allongée et comporte 70 tours.
La société Go Bowling est remplacée par la société Advance Auto Parts (en) comme sponsor des droits du nom et la course est renommée O'Reilly Auto Parts 253.

## Logos de la course

2020
2021

## Palmarès
| Année | Date       | N° | Pilote           | Écurie               | Châssis   | Course | Course            | Course          | Course            | Résumé      | Note  |
| ----- | ---------- | -- | ---------------- | -------------------- | --------- | ------ | ----------------- | --------------- | ----------------- | ----------- | ----- |
| Année | Date       | N° | Pilote           | Écurie               | Châssis   | Tours  | Miles (km)        | Durée           | Moyenne (miles/h) | Résumé      | Note  |
| 2020  | 16 août    | 09 | Chase Elliott    | Hendrick Motorsports | Chevrolet | 65     | 234,700 (377,700) | 2 h 37 min 30 s | 89,390            | résumé (en) | [ 5 ] |
| 2021  | 21 février | 20 | Christopher Bell | Joe Gibbs Racing     | Toyota    | 70     | 252,700 (406,680) | 2 h 59 min 32 s | 84,452            | résumé (en) | [ 7 ] |